# روسكو بيك
روسكو بيك (بالإنجليزية: Roscoe Beck)‏ هو كاتب أمريكي، ولد في 1954.